# Invasiones de Britania por César
Este artículo se refiere a la invasión a Britania comandada por César. Para otras invasiones romanas, véase Conquista romana de Britania y Revuelta carausiana.
Las invasiones de Britania por César son dos campañas bélicas dirigidas por el general de la República romana Julio César contra el sur de la isla de Gran Bretaña conocida como Britania por los romanos. Durante la guerra de las Galias, César invadió la isla en dos ocasiones: en 55 y 54 a. C. La primera invasión tuvo lugar en verano y se desconoce si fue planeada como una invasión a gran escala (si fuera así, fue un fracaso, ya que Roma solo pudo conquistar la playa de Kent y poco más), o como una misión de reconocimiento. La segunda tuvo más éxito, y César logró restaurar en el trono de los trinovantes a su aliado Mandubracio, deponiendo a su rival Casivellauno. Aunque César no logró conquistar territorios para la república, el éxito de la campaña radica en que Roma contó con sus primeros aliados en la isla e impuso los primeros tributos entre las tribus de Britania.

## Situación de Britania
Britania era conocida durante la Antigüedad clásica como una gran fuente de estaño. La isla había sido probablemente explorada por el geógrafo griego Piteas en el siglo IV a. C. y por el navegante cartaginés Himilcón en el siglo V a. C. pero su posición en el orbe, separada por el océano del resto del mundo conocido, le confería un alto grado de misterio. Algunos historiadores insistían incluso en que su existencia era pura falacia, y el viaje de Piteas se desestimó como si fuera mentira.

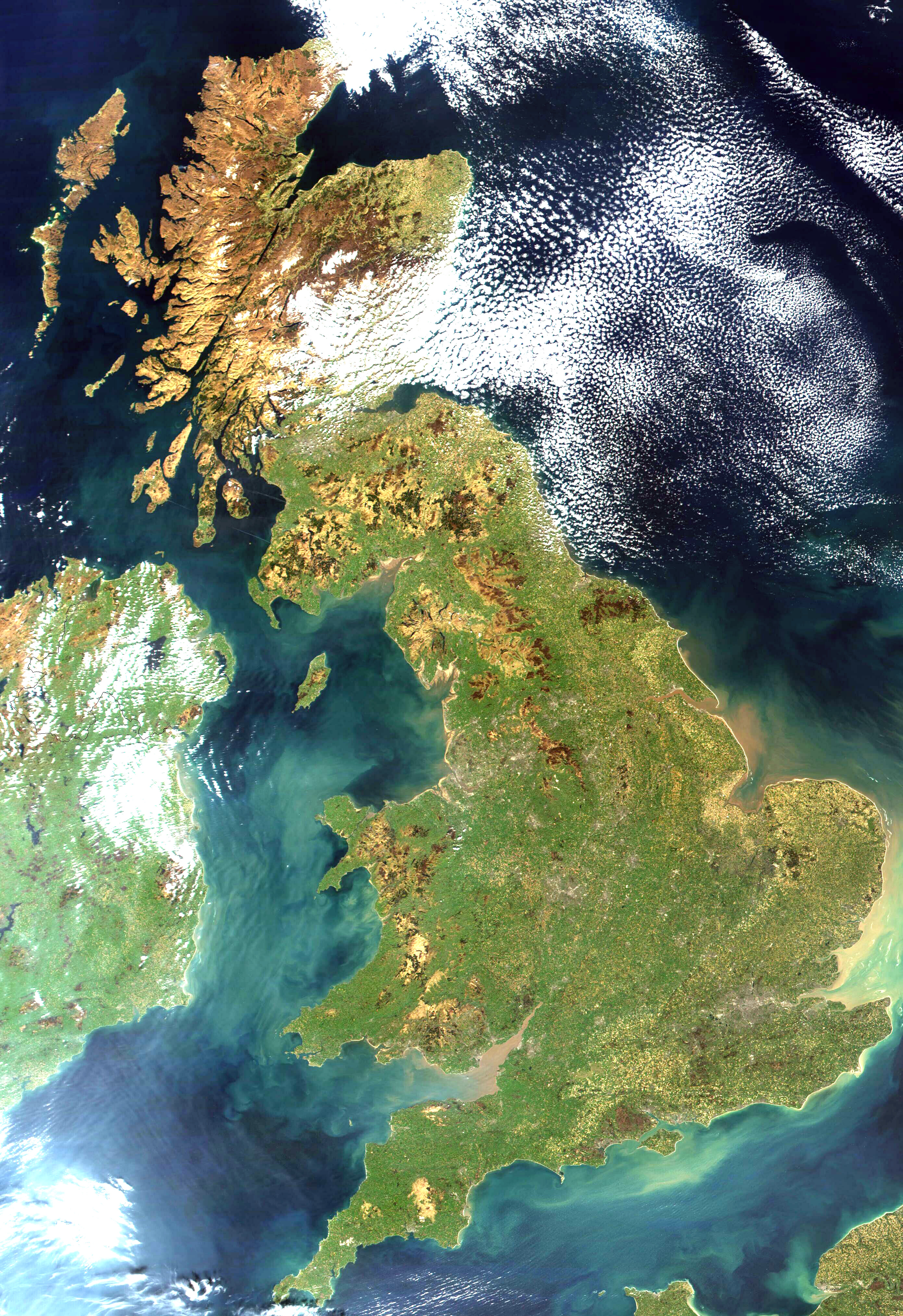
Gran Bretaña desde el espacio.

En la época en la que César fue nombrado gobernador proconsular de las provincias galas y entró en guerra contra prácticamente todos los pueblos de la región, iniciando un conflicto que pasaría a la historia con el nombre de la guerra de las Galias, Britania vivía su Edad del Hierro en su apartado rincón del mundo. Las fuentes antiguas estiman que, en esta época, la isla contaría con aproximadamente un millón de habitantes. Los yacimientos arqueológicos han mostrado una fuerte división económica entre las tierras altas y las bajas. Al sureste de las tierras bajas se extendían grandes zonas de tierras fértiles, con amplias regiones cultivables que daban lugar a una agricultura considerablemente dinámica. Las comunicaciones estaban bastante desarrolladas a través de una serie de carreteras que conectaban diversos puntos de la geografía britana; las más importantes fueron la Vía Icknield, la Vía Pilgrim y la Vía Jurásica, sin contar los ríos navegables, como el Támesis. En las tierras altas, en la región situada al norte de la línea entre Gloucester y Lincoln, el relieve más accidentado complicaba las comunicaciones y hacía más difícil la agricultura, por lo que predominaba el pastoreo. En esta zona, la población habitaba en recintos fuertemente fortificados, en contraste con los oppidum menos protegidos del sudeste de la región. Las fortalezas se erigían generalmente en las inmediaciones de los ríos navegables, lo que pone de manifiesto la importancia del comercio en Britania. Los intercambios comerciales con Roma se incrementaron con la conquista romana de la Galia Transalpina en el año 124 a. C., cuando los comerciantes iniciaron el comercio del vino italiano a través de la región de Armórica.
Los escritos de César  dicen que los belgas del noreste de la Galia habían viajado a través del océano y se habían asentado en el sur de las islas, estableciendo colonias en las áreas costeras y manteniendo su poder en ambas zonas gracias a la fuerza de su rey Diviciaco, monarca de los suesiones. Su acuñación monetaria  muestra un complejo patrón de asentamiento belga en la zona. Las primeras monedas galo-belgas que se han hallado en Britania datan del año 100 a. C. o quizá del 150 a. C. y se encuentran principalmente en la región de Kent. Las monedas que se han encontrado posteriormente se localizan a lo largo de toda la costa sur, hasta el oeste de Dorset. Todo esto hace pensar que la influencia belga se concentraba en el sureste de la isla, aunque debió extenderse hacia el oeste y hacia el interior, posiblemente a través de caciques que impusieron su poderío militar a los nativos britanos.

## Primera invasión (55a.C.)

### Preparativos y reconocimiento

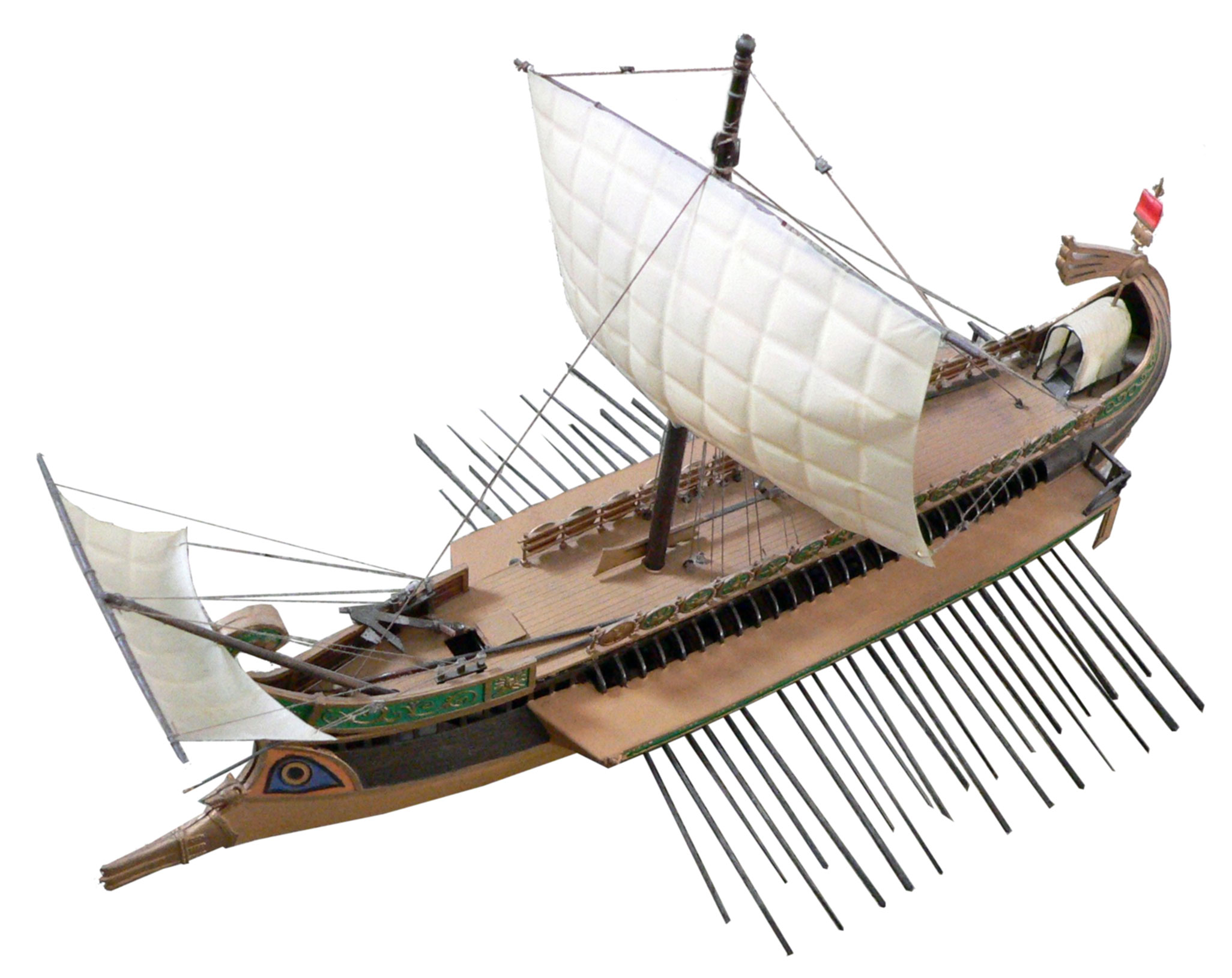
Un birreme, posiblemente utilizado por César para cruzar el canal de la Mancha. Este medio de transporte era totalmente inadecuado para hacer frente a las fuertes tormentas que azotaban las aguas de Britania.

Durante el transcurso de su campaña en la Galia, César alegó que los britanos habían estado apoyando a los belgas en su campaña contra él, ya que los soldados galos que huían del campo de batalla se dirigían a los asentamientos galos en Britania, y los vénetos de Armórica, que controlaban el comercio con la isla, iniciaron las negociaciones con sus aliados britanos para que estos acudieran al continente a combatir a Roma (56 a. C.). Según Estrabón, la rebelión de los vénetos de 56 a. C. tenía como objetivo detener el avance de César hacia la isla, lo que destruiría sus actividades comerciales.
A finales de verano del año 55 a. C., a pesar de que ya era tarde para iniciar una campaña, César decidió realizar una expedición a Britania. El general republicano convocó a los comerciantes que negociaban con la isla, pero no pudo obtener ninguna información útil acerca de las tácticas militares de los britanos, o de los puertos en los que podría desembarcar, ya que éstos no querían perder su monopolio comercial. Carente de información, César envió a uno de sus tribunos militares, Cayo Voluseno, en una misión de exploración. Voluseno exploró la región de Kent, aunque no se atrevió a adentrarse en territorio desconocido por miedo a los bárbaros, «y tras cinco días volvió a la Galia, donde César al fin obtuvo algo de la ansiada información».
Tras esta preocupante acción del general romano, muchos de los pueblos de Britania enviaron embajadas a los comerciantes galos para que impidieran la inminente invasión, comunicando a César una promesa de sumisión. César decidió enviarles de vuelta a Britania acompañados de su aliado Comio, el rey del pueblo de los atrebates, quien utilizó su influencia para atraer a un buen número de tribus a su causa.
Se reunió una flota compuesta de ochenta barcos de transporte, suficientes para transportar a dos legiones (Legio VII y Legio X), y un número desconocido de navíos de guerra. La flota se reunió en algún puerto del territorio de los mórinos —probablemente el Icio (portus Itius, hoy Saint-Omer)—. A ellos se unieron otras dieciocho embarcaciones, procedentes tal vez de Ambleteuse, para transportar a la caballería. Los barcos que César utilizó pudieron ser trirremes o birremes, o un resultado de la mejora de los barcos de guerra vénetos y de otras tribus costeras. César dejó una pequeña guarnición en el puerto y embarcó, sin perder tiempo, con la infantería, dejando atrás a la caballería, que recibió la orden de unírseles tan pronto como fuera posible. Esta decisión podría ser un error táctico, ya que la infantería llegó a la isla sin armamento pesado, o también un indicio de que la auténtica intención de César era explorar el territorio y no conquistarlo.

### Desembarco

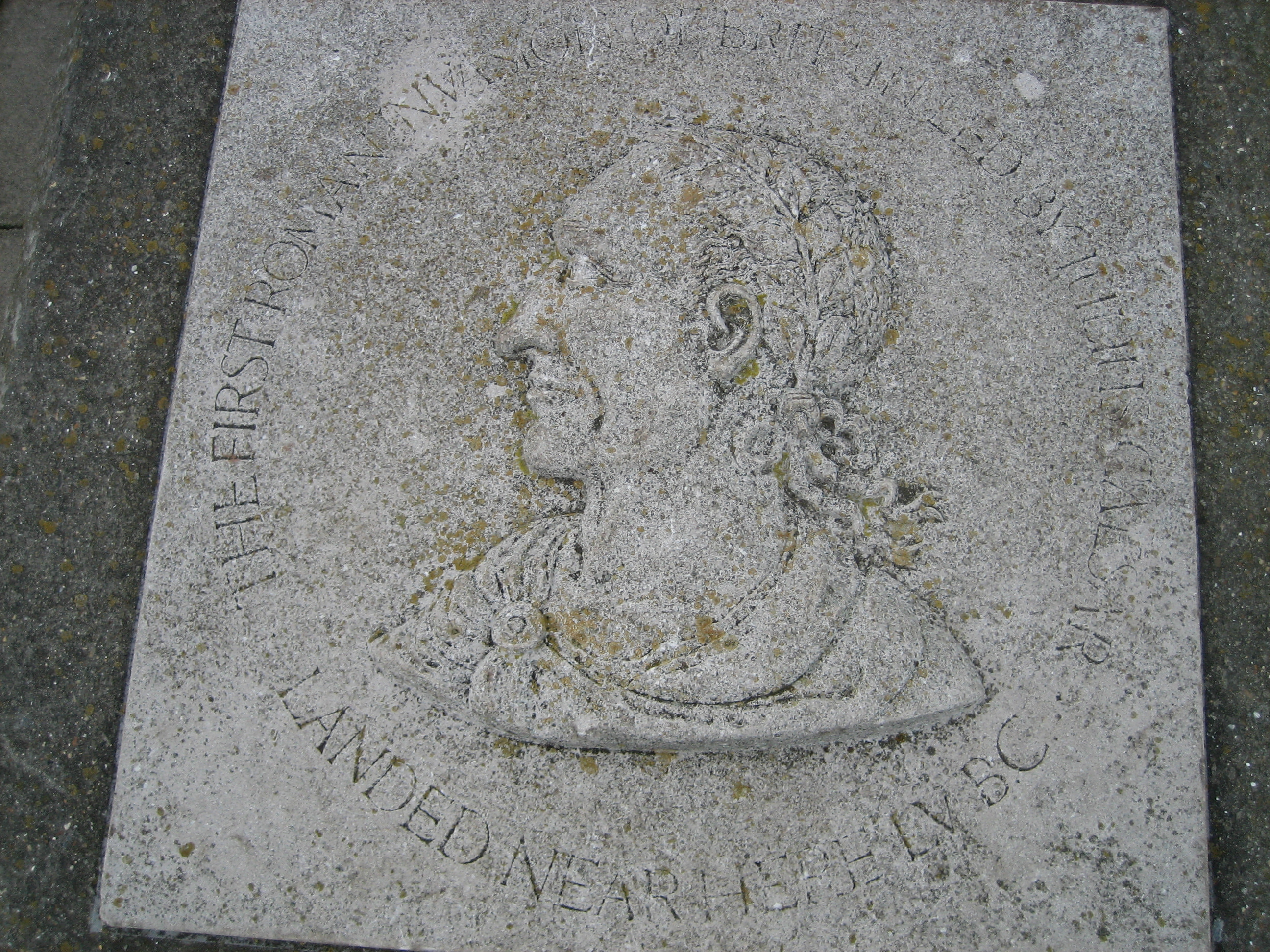
Grabado de César.

Inicialmente, César trató de desembarcar en Dubris (Dover), cuyo puerto natural había sido presumiblemente identificado por Voluseno como un punto apropiado para el desembarco. Sin embargo, cuando la armada romana avistó tierra, una fuerza masiva de britanos ocupó por completo las colinas y acantilados de la playa. Esto disuadió a los romanos de desembarcar, ya que los enemigos que estaban copando los riscos de los acantilados podían masacrarles lanzando las jabalinas que portaban. Tras esperar anclados en una playa cercana "hasta la hora nona" (desde las 3 de la tarde y esperando presumiblemente a que el viento se tornara favorable), César convocó un consejo de guerra, en el que ordenó a sus subordinados actuar por iniciativa propia. Después, condujo la flota unas siete millas a lo largo de la costa hacia una playa abierta. Debido a la ausencia de restos arqueológicos, se desconoce la ubicación exacta del punto de desembarco, aunque el lugar más probable es la playa entre Deal y Walmer.
Con toda la playa copada por los carros y la caballería britana, el desembarco parecía imposible. Para empeorar las cosas, los barcos eran demasiado grandes para moverse con facilidad, y los legionarios se vieron obligados a desembarcar en aguas muy profundas, mientras los britanos salían de todas partes. A pesar de que al principio las tropas estaban atemorizadas, según los escritos de César, el ejército recuperó la moral cuando el aquilifer (portador del águila de la legión) de la Legio X saltó a tierra y comenzó a gritar:

«Seguidme, compañeros soldados, a menos que queráis regalar el águila de vuestra legión al enemigo. Yo, por mi parte, voy a cumplir mi deber hacia mi general y hacia la república».

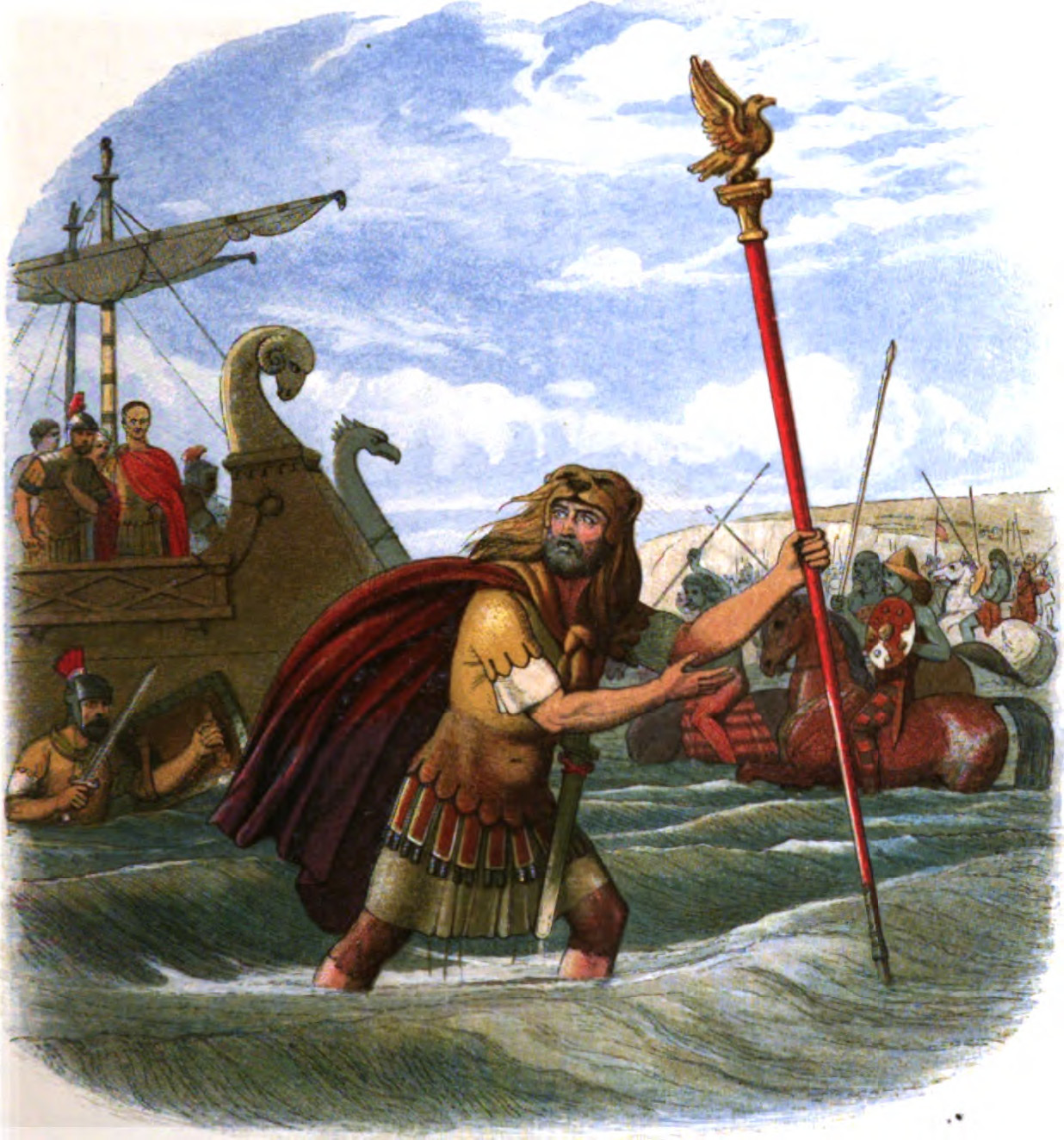
El aquilifer de la décima legión. James William Edmund Doyle (1864).

Los britanos empezaron a retroceder cuando una lluvia de proyectiles partió de las catapultae montadas en los barcos de guerra, que expusieron su flanco para facilitar el desembarco de las tropas. A pesar de que las fuerzas de César lograron desembarcar, ese día no fue coronado con una victoria completa, ya que los vientos adversos retrasaron a la caballería romana e impidieron que ésta persiguiera a los britanos en fuga. César había logrado desembarcar en condiciones desfavorables, pero los britanos le habían mostrado que eran capaces de ofrecer una fuerte resistencia.

### Resistencia en la playa
Los romanos establecieron un campamento en la cabeza de playa (del que no se han hallado restos arqueológicos, hecho por el cual se desconoce el punto exacto de desembarco). Una vez instalados en el recinto, el ejército recibió una embajada de su aliado Comio, que había sido detenido por apoyar a César. El general republicano decidió iniciar las negociaciones con los dirigentes britanos a los que, alegando que estaban en una posición de inferioridad, exigió el cese de ataques, la cesión de rehenes y la disolución de su ejército. Cuando los britanos se hallaban a punto de aceptar las condiciones de César, los barcos que transportaban la caballería y las provisiones por el canal de la Mancha, regresaron a la Galia a causa de las adversas condiciones meteorológicas. Las tempestades azotaron la flota de César, hundiendo y dañando la mayoría de los barcos, y poniendo así en peligro las posibilidades de regreso del general. Al percibir la complicada posición de César, y con la esperanza de retenerle en Britania hasta que llegara el invierno, los britanos reanudaron los ataques, y emboscaron a una de las legiones, poniendo bajo asedio el campamento. Los britanos fueron rechazados sin mayor dificultad, y los romanos se encerraron en el campamento para prepararse ante los subsiguientes ataques. Al cabo de varios días, durante los cuales los britanos reunieron una importante fuerza, atacaron el campamento romano. En este combate fueron completamente derrotados. Durante la retirada, fueron masacrados por la caballería que Comio había logrado reunir entre las tribus de Britania afines a César.

### Regreso
Tras la debacle, los britanos enviaron una nueva embajada a César, doblando el número de rehenes. Aunque César deseaba proseguir la lucha, no se atrevió a permanecer más tiempo en suelo britano y arriesgarse a cruzar el canal en invierno. Tras varios días ocupados en la reparación de los barcos dañados, César regresó a la Galia con una victoria de sabor agridulce. Los britanos habían demostrado que eran unos oponentes muy duros y valientes. A pesar de haberlos derrotado dos veces, solo dos tribus se habían sentido suficientemente amenazadas como para entregarle los rehenes prometidos.

### Conclusión
En líneas generales, la campaña había sido un fracaso. En el caso de que se hubiera concebido como una invasión a gran escala, César habría fracasado estrepitosamente, ya que a duras penas había logrado escapar; en el caso de que se hubiera planificado como una misión de reconocimiento, César habría fracasado, puesto que no había podido penetrar más allá de su lugar de desembarco. Sin embargo, cuando el informe de César llegó al Senado, la Cámara aprobó un supplicatio (acción de gracias), que duró veinte días.
El pretexto de César para invadir la isla fue que: "durante la guerra contra los galos, los britanos les habían suministrado apoyos". Aunque es posible que se diera esta circunstancia, también lo es que se tratara de una simple excusa para investigar los recursos minerales y el potencial económico de Britania. Cicerón escribe que César se decepcionó mucho cuando descubrió que no había oro ni plata en la isla y Suetonio dice que la verdadera motivación de César para viajar a Britania era la búsqueda de perlas.

## Segunda invasión (54a.C.)

### Preparativos
César planeó una segunda invasión entre el invierno del 55 a. C. y el verano del 54 a. C. Cicerón escribió cartas a su amigo Cayo Trebacio Testa y a su hermano Quinto Tulio Cicerón, que servían en el ejército de César. A Trebacio le pidió que le describiera un carro de guerra, y a Quinto le pidió que le realizara una descripción de la isla. Trebacio no fue a Britania, pero Quinto sí acudió y desde la isla le escribió cartas describiéndole la geografía del sur de la isla. A pesar de su rivalidad, Cicerón también intercambió correspondencia con César.
Determinado a no cometer los mismos errores del año anterior, César reunió una fuerza superior a la de la primera expedición (cinco legiones, en contraste con las dos empleadas en la anterior invasión, y más caballería). Los barcos que se utilizaron para esta segunda invasión habían sido mejorados a partir de la tecnología de los barcos de guerra vénetos. Esta vez sí se sabe a ciencia cierta que el punto de partida fue el Puerto Icio.

### Cruce y desembarco

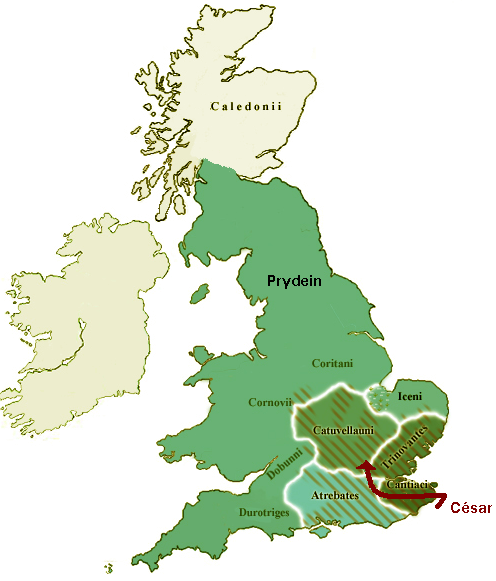
Britania, 54 a. C., invasión de César.

El legatus del ejército de César, Tito Labieno, se quedó en Puerto Icio con órdenes de supervisar el suministro de alimentos al ejército de César. A los navíos de guerra se les unieron barcos mercantes procedentes de todo el orbe, fundamentalmente de la Galia, en busca de nuevas oportunidades comerciales. Lo más probable es que la cifra que aporta César (800 barcos) incluya no solo a los buques de guerra, sino también a los buques mercantes.
César desembarcó en un lugar que había identificado como un punto más favorable que el del año anterior. Las fuerzas britanas decidieron no oponerse al desembarco, al parecer, según dice César, debido al temor que le inspiraba el tamaño de la flota, aunque también podría haber sido una maniobra estratégica para reunir fuerzas, o que simplemente César no les causaba la mínima turbación.

### Campaña en Kent
Cuando César desembarcó, dejó a su legado Quinto Atrio al cargo de la defensa de la playa, mientras él realizaba una marcha nocturna de doce millas hacia el interior, donde se enfrentó con las fuerzas britanas en el cruce de un río, probablemente en algún lugar del río Stour. Los britanos atacaron, pero fueron rechazados y trataron de reagruparse en un lugar fortificado en los bosques (posiblemente la fortaleza de Bigbury Wood, en Kent). Derrotados de nuevo, terminaron dispersándose. Como era muy tarde y César y su ejército no estaban seguros, el general decidió montar un campamento.
Sin embargo, a la mañana siguiente, cuando se preparaba para seguir avanzando, César recibió noticias de su legado Atrio de que, una vez más, el anclaje en los buques se había visto azotado por una tormenta y había sufrido daños considerables. Según él se perdieron aproximadamente cuarenta naves. Los romanos habían utilizado esos barcos para cruzar el canal de la Mancha, y habían soportado mareas y tormentas. No obstante, el hecho de que no aguantaran delata una mala planificación por parte de César. Con todo, es posible que César hubiera exagerado el número de naves hundidas para magnificar su propio logro al salvar una situación tan difícil. Independientemente del motivo, el general volvió de inmediato a la costa y llamó a todas sus legiones, con órdenes de que se pusieran a trabajar en la reparación de los barcos. Los legionarios trabajaron día y noche durante diez días en la reparación de los barcos y en la construcción de un campamento fortificado alrededor de la zona de desembarco. Mientras, César envió un mensaje a Labieno con órdenes de enviar más barcos.
César llegó a la costa el 1 de septiembre, desde donde reanudó la correspondencia con Cicerón, interrumpida tras la muerte de su hija, Julia. Cicerón se había abstenido de escribir a César en "respeto de su duelo".

### Marcha sobre Wheathampstead
César regresó al cruce del Stour, donde se encontró con una gran fuerza de britanos. Casivelono, un señor de la guerra del norte del Támesis que había estado anteriormente en guerra con todas las tribus británicas, había derrocado recientemente al rey de los trinovantes y había mandado a su hijo al exilio. A pesar de todo, los britanos le habían elegido para liderar la resistencia. Tras varias escaramuzas en las que ninguno de los lados adquirió ventaja, y durante las cuales fue muerto un tribuno romano, Quinto Laberio Duro, los britanos decidieron realizar un ataque definitivo. Casivelono dirigió un ataque con todas sus fuerzas a tres legiones veteranas de la guerra de las Galias que estaban en misión de reconocimiento a las órdenes del hábil legado de César, Gayo Trebonio. El resultado de esta batalla fue una aplastante victoria romana, a la que siguió la posterior debacle del ejército britano, cuando sus fuerzas fueron perseguidas y exterminadas por la caballería.
Casivelono se dio cuenta de que no podía derrotar a César en batalla campal y decidió disolver la mayor parte de su ejército, confiando en la rapidez y movilidad de sus 4000 carros de guerra y en su conocimiento del terreno. Tras ello, Casivelono empezó a utilizar tácticas de guerrilla para desgastar al ejército de César, sin arriesgarse a un enfrentamiento directo. Sin embargo, César continuó penetrando en territorio enemigo y alcanzó el Támesis, donde se encontró con una gran fortaleza localizada en la actual Westminster. A pesar de que los britanos se opusieron al avance de César, el romano consiguió continuar su heroica marcha en territorio enemigo.
Viendo el avance del general, los trinovantes, tribu que César describe como la más poderosa de la región a pesar de haber sufrido recientemente una gran derrota a manos del líder de la resistencia britana, Casivelono, decidieron enviar una embajada a César prometiéndole soldados y provisiones. Mandubracio, que había acompañado a César, fue restaurado en el trono de los trinovantes y la tribu suministró al general alimentos y rehenes. Cinco tribus más, los icenos, los segoncíacos, los ancalites, los bíbrocos y los casos, se rindieron a César y le revelaron la ubicación del campamento base de Casivelono, probablemente localizado en la colina fortificada de  Wheathampstead, al que César puso inmediatamente bajo sitio.
Casivelono envió peticiones de ayuda a sus aliados de Kent, Cingétorix, Carvilio, Taximágulo y Ségovax, descritos por César como los "cuatro reyes de los cantiacos". Su plan era que estos dirigieran un ataque combinado contra las fuerzas de César con el objetivo de expulsarles de la región. Sin embargo, el ataque nunca se llevó a cabo y Casivelono se vio obligado a negociar su rendición. César estaba ansioso por volver a la Galia debido a los crecientes disturbios que allí se estaban levantando y estuvo de acuerdo en negociar una paz con Comio como mediador. Casivelono, por su parte, cedió rehenes y se comprometió a no volver a atacar a Mandubracio o a los trinovantes. César escribió una carta a Cicerón el 26 de septiembre, en la que habla de su pequeña campaña en este rincón del mundo, aunque no proporciona cifras concernientes al botín y a los rehenes, ni dice que su ejército estaba a punto de regresar a la Galia. Cuando César emprendió el regreso a la Galia, no dejó ni un solo soldado como guarnición en la isla. Se desconoce si los tributos que impuso en nombre de la República se pagaron en alguna ocasión.

### Comio y los atrebates
Comio, el rey de los atrebates y aliado de César, cambió de bando durante la rebelión de Vercingétorix y aportó tropas a los galos. Tras la victoria final de César en la Batalla de Alesia, parece ser que Comio decidió huir a Britania para escapar de César. El escritor Sexto Julio Frontino describe en su obra Stratagemata de qué manera Comio y sus seguidores subían a los barcos, perseguidos de cerca por las fuerzas romanas. John Creighton cree que esta anécdota es una leyenda y que Comio fue enviado a Britania como un rey aliado en virtud de su amistad con Marco Antonio. Comio estableció una dinastía en la región de Hampshire, de la que nos han llegado datos gracias a las monedas acuñadas en este periodo. Verica, el rey exiliado que propició la invasión de Claudio del año 43, pertenecía a la familia de Comio.

## Descubrimientos
César documentó de manera exhaustiva los elementos de guerra británicos (en especial los carros de guerra), que suponían un elemento exótico y desconocido para los lectores de su obra De Bello Gallico. César también escribió acerca de los elementos geográficos, meteorológicos y etnográficos de la isla. Sin embargo, es probable que gran parte de lo que relató César estuviera basado en rumores en vez de en la experiencia directa, ya que no penetró lo suficiente en el interior de Britania para hacerse una idea global de la isla. La mayoría de los historiadores que han empleado como fuente los escritos de Julio César son precavidos y no los utilizan más que para describir a las tribus con las que tuvo contacto directo.

### Geografía y meteorología
Los descubrimientos de primera mano que realizó César acerca de la isla se limitaban a la región del este de Kent y del Valle del Támesis. No obstante, el general fue capaz de proporcionar una descripción de la geografía y meteorología de la isla. Aunque los datos proporcionados por César no son del todo exactos, probablemente porque estén basados en los escritos de Piteas, ofrecen en líneas generales una visión acertada de la geografía y meteorología del sur de Britania:

El clima es más moderado que en la Galia y las tormentas son menos fuertes.

La isla es de forma triangular, y uno de sus lados cae frente a la Galia. Un ángulo de este lado, donde está Kent, que es donde arriban casi todas las naves que vienen de la Galia, mira a Oriente; el inferior al mediodía. Este lado tiene una extensión de cerca de quinientos mil pasos. El segundo lado mira a Hispania y a Occidente; a esta parte está situada Irlanda, la mitad más pequeña, según se cree, que Bretaña, pero a igual distancia de ésta que Britania de la Galia. En medio de este trecho está la isla llamada Man; además, se dice que hay allí muchas otras islas menores, próximas entre sí, de las cuales escribieron algunos que en el solsticio de invierno se encontraban en perpetua noche durante treinta días. Nosotros, con nuestras preguntas nada pudimos averiguar de esto, sino que por los relojes de agua observamos que las noches eran aquí más breves que en el continente. La longitud de este lado, según opinión de sus habitantes, es de setecientas millas. El tercero cae hacia el norte; frente a esta parte no se encuentra tierra alguna, pero el ángulo de este lado mira más bien a Germania. Este se calcula que tiene una longitud de ochocientos mil pasos. Así, pues, la isla mide en todo su contorno dos mil millas.

Antes de la llegada de César a la isla, no había información acerca de los puertos naturales u otros lugares de desembarco. Sus descubrimientos supusieron un beneficio comercial y militar para Roma. El viaje de reconocimiento que realizó Voluseno permitió identificar el puerto natural de Dubris (Dover), aunque a César se le impidió desembarcar allí y fue obligado a desembarcar en una playa abierta, al igual que hizo al año siguiente, quizá porque Dover era demasiado pequeño para albergar a la gran fuerza que César traía consigo. Los grandes puertos naturales situados costa arriba, como el de Rutupiae (Richborough), que fueron usados por Claudio durante su invasión a la isla 100 años más tarde, no se utilizaron en esta ocasión. César puede que tuviera conocimiento acerca de su existencia, pero pudo haber optado por no hacer uso de ellos, debido a su tamaño en ese momento (nuestro conocimiento de la geomorfología del Canal de Wantsum en esa época es muy limitado).
Cuando Claudio inició los preparativos para la invasión de Britania, el conocimiento de la isla había mejorado mucho gracias a un siglo de diplomacia, comercio y cuatro intentos fallidos de invasión. Sin embargo, es probable que Claudio empleara la información recogida por César durante las invasiones.

### Etnografía
César describe a los nativos britanos como los típicos bárbaros, cuyos hábitos sociales más importantes eran la poligamia y otros exóticos ritos. En muchos aspectos se parecían a los galos, pero los presentaba valientes, para justificar que el general que los subyugara alcanzase gloria imperecedera:

La parte interior de Britania está habitada por hombres que, según ellos mismos dicen que es tradición, son originarios de la isla, mientras que la parte marítima lo está por los que pasaron de Bélgica para guerrear y hacer botín (todos los cuales conservan casi sin modificación alguna el nombre de los pueblos de que vinieron) y, después de hacer la guerra, se quedaron allí y se dedicaron a la agricultura. La población es enormemente crecida y muchísimos los caseríos, muy semejantes a los de los galos... No consideran lícito comer liebre ni gallina ni ganso; sin embargo, crían estos animales por gusto y placer.

De todos sus habitantes, los más civilizados con mucho son los de Kent, región marítima toda ella, y no discrepan mucho de las costumbres galas. Los de tierra adentro no cultivan, por lo común, el trigo, sino que se alimentan de leche y carne y andan vestidos de pieles. Por lo demás, todos los britanos se embadurnan con glasto, que produce un color verde oscuro, lo cual los hace más espantosos en combate; llevan el cabello largo y todo el cuerpo pelado excepto la cabeza y el bigote. Diez o doce hombres tienen en común las mujeres, sobre todo hermanos con hermanos y padres con hijos; pero los que nacen de ellas son considerados hijos del que primero tuvo acceso a cada doncella.

### Bélica
Además de infantería y caballería, los britanos empleaban carros de guerra, un elemento militar desconocido para los romanos. César los describe de este modo:

«El modo de luchar de los carros es éste. Primero avanzan por todas partes disparando dardos, y con el mismo terror que infunden a sus caballos y con el estrépito de las ruedas suelen desordenar las filas, y, una vez que se introducen entre los escuadrones de los jinetes, saltan de los carros y combaten a pie. Mientras tanto, los aurigas van retirándose poco a poco de la batalla y sitúan los carros de tal modo que, si aquellos se ven apremiados por la multitud de los enemigos, tienen libre la retirada hacia los suyos. De esta manera unen en la batalla la rapidez de los jinetes con la firmeza de los infantes, y es tal la destreza que les da el continuo ejercicio que, aún en los parajes con pendientes y escabrosos, hacen parar a los caballos lanzados al galope, los refrenan en seguida y les hacen dar la vuelta, estando ellos acostumbrados a correr por el timón, a mantenerse en pie sobre el yugo y a volver de allí rápidamente a los carros.

### Tecnología
Durante la guerra civil contra Cneo Pompeyo Magno, César hizo uso de los barcos que había visto utilizar a los britanos, similares al coracle galés. César los describe así:

La quilla y el armazón se hacían de madera ligera; el resto del casco, hecho de mimbre trenzado, se cubría con pieles.

### Religión
César trató por encima la religión de los britanos. De ellos dice:

Los primeros (los druidas) atienden al culto divino, ofician en los sacrificios públicos y privados, interpretan los misterios de la religión: a ellos acude un gran número de adolescentes para instruirse.

### Economía
César investigó también la economía de las tribus de Britania. Sus datos, sin embargo, solo se pueden aplicar a las tribus del sur de la isla:

Hay también grandes rebaños de ganado. Usan como moneda ya el cobre ya monedas de oro o bien dados de hierro de peso determinado. Críase allí estaño en las comarcas interiores; en las marítimas, hierro, aunque es poca su abundancia; el cobre que usan, lo traen de fuera.

Esta referencia a las comarcas interiores debe ser inexacta, ya que la extracción prerromana del estaño se daba en la zona del suroeste, en Cornualles y Devon, (según señalan Piteas y otros comerciantes). Sin embargo, César solo llegó hasta Essex, aunque es probable que sus conocimientos se basaran en los informes comerciales que recibía.

## Influencia de César en Britania
César no conquistó ninguna región de Britania. No obstante, la entronización de Mandubracio supuso el establecimiento de reyes-cliente en la isla. De esta manera, Britania quedó dentro de la zona de influencia de Roma y, durante más de un siglo, se mantuvieron relaciones diplomáticas y comerciales. El territorio britano quedó abierto para una posible conquista, que finalmente fue llevada a cabo por Claudio en el año 43. En palabras del historiador romano Cornelio Tácito:

... de hecho, el deificado Julio César fue el primer romano que penetró en Britania a la cabeza de un ejército: estableció relaciones con los nativos tras derrotarles en la batalla y se hizo el dueño de la costa y puede considerarse que él nos la indicó pero no nos la entregó.